# Promachus xanthotrichus
Promachus xanthotrichus är en tvåvingeart som beskrevs av Mario Bezzi 1908. Promachus xanthotrichus ingår i släktet Promachus och familjen rovflugor. Inga underarter finns listade i Catalogue of Life.